# Светът на Марни
„Светът на Марни“ (на английски: Marnie's World/Spy Cat, на немски: Marnie's Welt) е немско-белгийска компютърна анимация от 2018 г. на режисьорите Кристоф и Волфганг Лауенщайн. Филмът е вдъхновен от немската приказка „Бременските музиканти“.

## В България
В България филмът е пуснат по кината на 6 септември 2019 г. от Про Филмс. Ролите се озвучават от Христина Ибришимова, Мина Костова, Цветослава Симеонова, Росен Русев, Димитър Иванчев, Константин Лунгов, Сотир Мелев, Светломир Радев, Мартин Герасков и Петър Калчев. Режисьор на дублажа е Анна Тодорова.